# Tartaruga-aligator

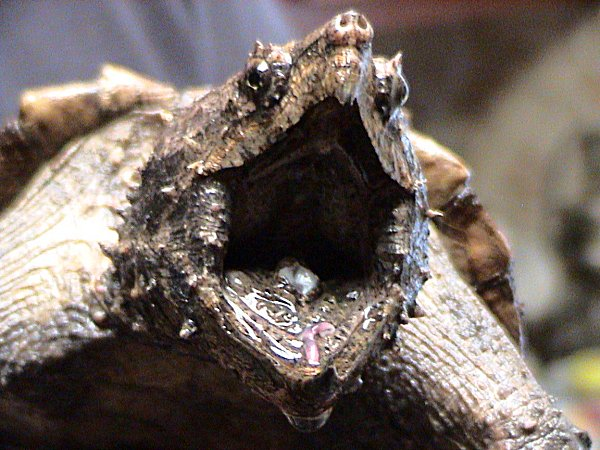

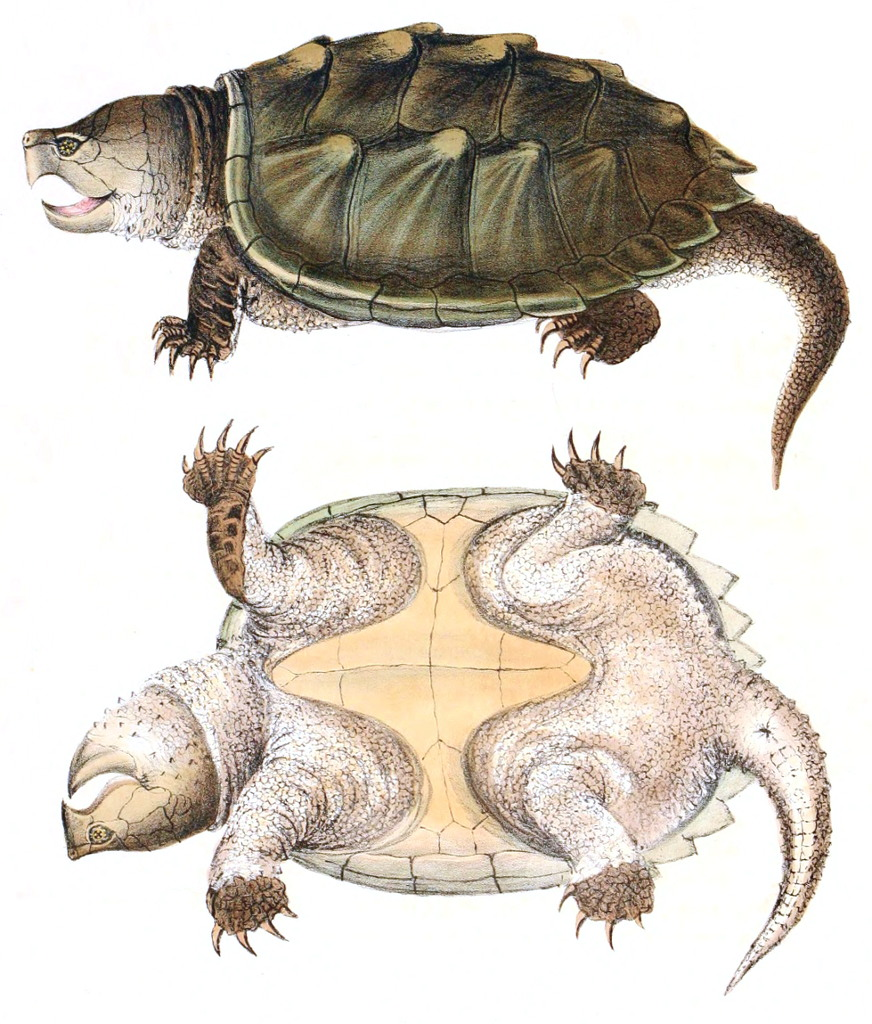
tartaruga aligátor gravura

A tartaruga-aligátor (nome científico: Macrochelys temminckii) é uma espécie de tartaruga de água doce (também chamadas de cágados) da família Chelydridae.
É uma das duas espécies do género Macrochelys, a outra é a Macrochelys suwanniensis,  e pertence à mesma família da Tartaruga-mordedora. A tartaruga-aligátor habita os rios, lagos e pântanos do sul dos Estados Unidos da América. O nome "tartaruga-aligátor" fica-se a dever de sua potente mordida, já que o aligátor-do-mississipi possui uma das mordidas mais fortes do planeta e habita o mesmo ambiente.

## Aspecto
É o maior cágado do mundo, podendo alcançar 80 centímetros de comprimento, podendo ultrapassar os 100 quilos. Caracteriza-se pela carapaça escura e achatada, de placas, exornada com três cristas espinhosas, de consideráveis dimensões, posicionadas longitudinalmente.
As placas da carapaça, à guisa do que acontece com as dos aligátores, crescem ao longo da vida da tartaruga. A isto acresce que esta tartaruga se reveste de algas, amiúde, por molde a camuflar-se. Mantendo-se imóvel no fundo de um lago ou pântano, a tartaruga-aligátor espera pacientemente até que uma presa se aproxime para a abocanhar com as suas poderosas mandíbulas.

## Hábitos e alimentação
Apesar de maior do que sua parente, a tartaruga-mordedora, a tartaruga-aligator é menos agressiva.  Este animal possui um apêndice curioso preso à língua, que lembra uma minhoca ou outro verme, e que lhe serve de engodo para apanhar peixes e outros animais. Imóvel e camuflada por entre as algas no leito dos lagos e dos rios, a tartaruga-aligátor permanece com a boca aberta debaixo de água e agita a língua, que lhe serve de engodo, de maneira a atrair as presas directamente para dentro da boca.
Segue uma dieta omnívora, que consiste mormente de peixe, pese embora inclua praticamente tudo aquilo que consigam apanhar, desde carcaças de animais mortos, a invertebrados aquáticos, anfíbios, pequenos répteis e até tartarugas de menor envergadura.É uma espécie tendencialmente noctívaga, pelo que costuma caçar mais ativamente à noite. Tem uma esperança de vida  que ronda os 20 a 30 anos, sendo certo que já foram documentadas ocorrências de indivíduos com até 70 anos ou mais.

## Reprodução
Desovam de 8 a 52 ovos (com uma média de 25 ovos) com cerca de 37 a 45 mm de comprimento, 37 a 40 mm de largura e com 24 a 36 gramas de peso, que demoram cerca de 82 a 140 dias para eclodirem e em média apenas 78% dos ovos apenas eclodem (a temperatura influencia no tempo e desenvolvimento dos ovos, um aumento leve na temperatura de incubação diminuí o tempo de incubação).
A incubação dos ovos pode ser feita naturalmente nas margens de lagos ao ar livre ou em sistemas artificiais de incubação (obtendo assim maior eficiência) com uma mistura de vermiculita e água, em proporções iguais, para a deposição dos ovos, mantendo assim níveis de humidade na ordem dos 90%, sendo que o recipiente deverá permanecer fechado e com temperatura constante variando apenas entre os 25 e os 30 °C, os ovos apodrecidos e inférteis devem ser retirados. Temperaturas próximas de 29 e 30 °C nascem maior percentual de fêmeas e temperaturas próximas de 25 e 26°C nascem maior percentual de machos.
As tartaruguinhas nascem com 39 a 42 mm de comprimento de carapaça, com 34 a 38 mm de largura de carapaça, com 57 a 61 mm de comprimento de cauda e 18 a 22 gramas de peso. Quando ainda são pequenas, os seus como principais predadores são as aves, alguns peixes de maiores dimensões, mamíferos e crocodilos. Atingem a maturidade sexual entre 11 e 13 anos de idade.

## Taxonomia
O nome científico Macrochelys temminckii resulta da combinação do nome Macrochelys aglutinação dos étimos gregos «makros», que significa «grande» e «khelus» que significa «tartaruga».
Quanto ao epíteto específico, temminckii, trata-se de uma remissão a Coenraad Jacob Temminck, aristocrata e zoólogo holandês.